# Batalha de Mojkovac

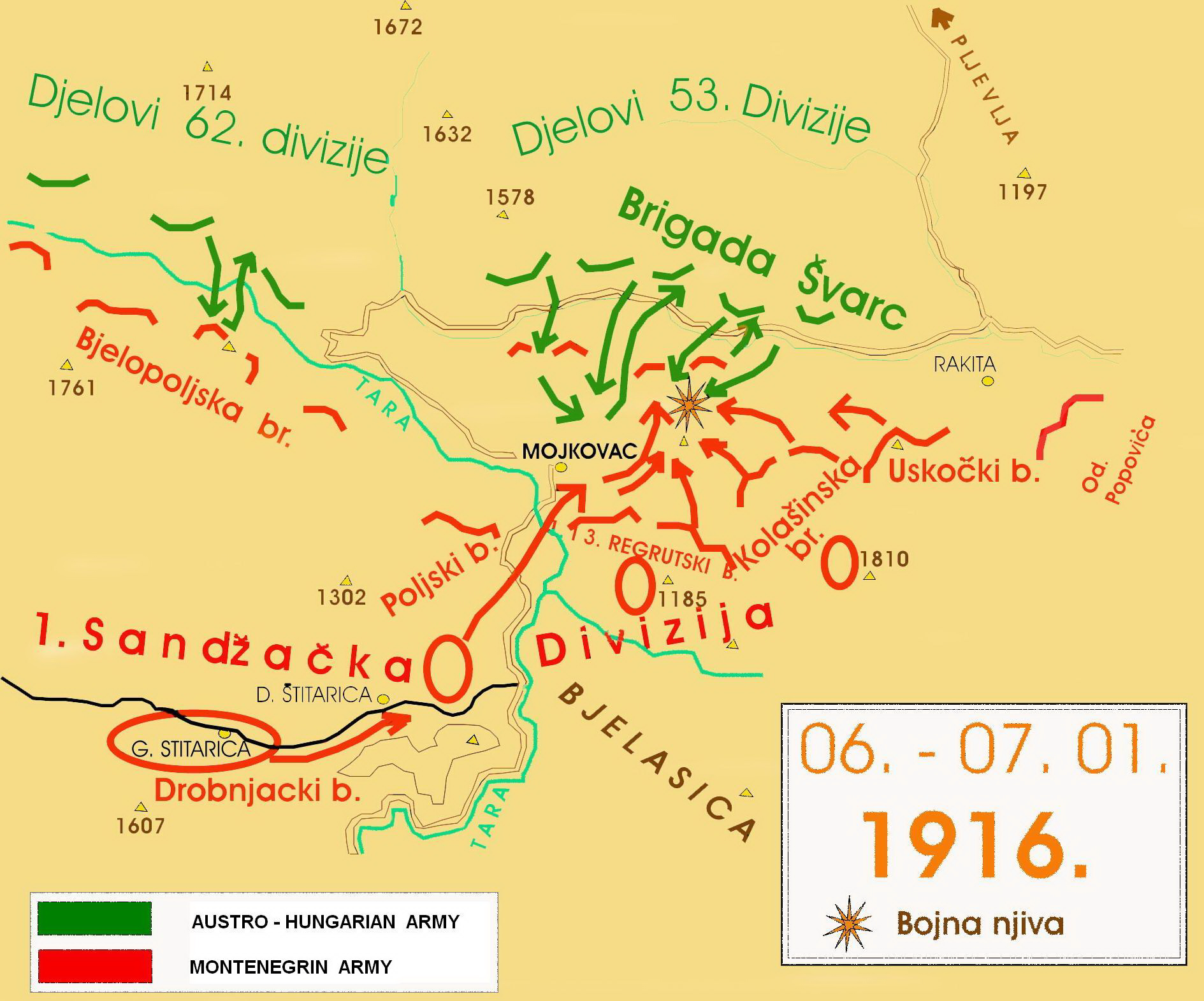
Mapa da Batalha de Mojkovac.

Batalha de Mojkovac (em sérvio: Бој на Мојковцу, Boj na Mojkovcu ou Мојковачка битка, Mojkovačka bitka) foi uma batalha da Primeira Guerra Mundial travada entre 9 de janeiro e 7 de janeiro de 1916, perto de Mojkovac, Montenegro, entre os exércitos da Áustria-Hungria e de Montenegro. Terminou com uma vitória montenegrina.
Há desacordo considerável sobre a conduta real da batalha, mas os montenegrinos fizeram um inimigo numericamente superior recuar. A batalha destinava-se a dar ao exército sérvio tempo suficiente para alcançar as montanhas albanesas em seu retiro para Corfu, mas na verdade, a maioria das tropas sérvias já havia atravessado as montanhas e chegado à costa e estava lutando entre o sul entre Scutari (Shkodër) e Durazzo (Durrës).